# Josef Fath
Josef Fath (ur. 27 grudnia 1911 w Wormacji, zm. 11 sierpnia 1985 tamże) – piłkarz niemiecki, występujący na pozycji napastnika.
W latach 1934–1938 rozegrał 13 meczów w reprezentacji Niemiec i strzelił dla niej 7 goli.